# Jiří Skalický
Jiří Skalický (ur. 26 kwietnia 1956 w Kolínie) – czeski inżynier i polityk, parlamentarzysta, w latach 90. minister oraz wicepremier, od 1997 do 1998 przewodniczący Obywatelskiego Sojuszu Demokratycznego.

## Życiorys
Z wykształcenia technolog, ukończył w 1981 studia na VŠCHT w Pradze. Do 1990 pracował jako inżynier. W 1989 był jednym z założycieli Obywatelskiego Sojuszu Demokratycznego, zaangażował się też w działalność ruchu politycznego Forum Obywatelskie. Z jego ramienia w 1990 wszedł w skład jednej z izb Zgromadzenia Federalnego Czeskiej i Słowackiej Republiki Federalnej, w której zasiadał do 1992.
W lipcu 1992 objął urząd ministra prywatyzacji w pierwszym rządzie Václava Klausa. W lipcu 1996 przeszedł na stanowisko ministra środowiska w drugim gabinecie tegoż premiera. Od czerwca 1997 w rządzie tym pełnił dodatkowo funkcję wicepremiera. Po powołaniu w styczniu 1998 rządu Josefa Tošovskiego przez półtora miesiąca kierował w nim ponownie resortem środowiska.
W międzyczasie w 1996 uzyskał mandat deputowanego do Izby Poselskiej. Od 1997 do 1998 pełnił funkcję przewodniczącego ODA. W 1998 z ramienia Czwórkoalicji został wybrany w skład Senatu, w którym zasiadał do 2004. Wycofał się później z działalności politycznej, zajmując się pracą w prywatnych przedsiębiorstwach.